# Aztec (videogioco 1982)
Aztec è un videogioco pubblicato nel 1982 da Datamost per Apple II e successivamente convertito per Atari 8-bit, Commodore 64, PC-88, FM-7 e, con il titolo Aztec-X, per Sharp X1.
Il giocatore controlla un esploratore in un'avventura dinamica all'interno di una piramide azteca sotterranea. L'ambientazione ricorda il film I predatori dell'arca perduta che era recentemente uscito.

## Modalità di gioco
Il gioco si svolge in un ambiente a piattaforme con visuale di profilo, formato da un labirinto di numerose stanze a schermata fissa su più livelli sotterranei, scelto casualmente a ogni partita tra 32 possibilità. Generalmente ci sono otto livelli di otto stanze ciascuno, ognuna con fino a tre piani di piattaforme.
L'esploratore deve recuperare un leggendario idolo d'oro e quindi ritornare all'uscita, evitando vari tipi di trappole e creature pericolose e risolvendo rompicapi per trovare la strada, ad esempio piazzando dinamite per aprire varchi nei punti giusti. Le cadute dall'alto non sono letali, ma stordiscono momentaneamente. L'eroe dispone di un inventario di oggetti che può arricchire cercando negli scrigni e rovistando nei mucchi di detriti. Come armi può trovare un machete, una pistola e i relativi proiettili.
L'originale Apple II viene controllato esclusivamente con la tastiera, con un sistema abbastanza insolito e non immediato da padroneggiare. La pressione istantanea di tasti alfabetici attiva le varie azioni: W per camminare, S per fermarsi, altri per cambiare direzione, saltare, correre, andare carponi, aprire, usare oggetti e così via.
Questo metodo di controllo viene mantenuto nella versione per Commodore 64, mentre in quella per Atari 8-bit si passa a un più comune controllo tramite joystick.